# Петролейний етер
Петроле́йний ете́р, або петроле́йний ефі́р, (англ. petroleum — нафта, від грец. πέτρα — камінь і лат. oleum — олія) — фракція нафти, суміш легких насичених вуглеводнів (пентанів та гексанів), які добувають з попутних нафтових газів, легких фракцій нафти, а також каталітичним методом з CO і Н2.
Безбарвна рідина. Органічний розчинник. Зазвичай використовується як лабораторний розчинник. Незважаючи на назву, петролейний ефір не є ефіром; цей термін використовується лише переносно, що означає надзвичайну легкість і леткість.
Густина — 640–650 кг/м³, t°кип — 40–70 °С.
Застосовується як розчинник і моторне паливо.